# TEU
TEU（英語: twenty-foot equivalent unit、20フィートコンテナ換算）とは、コンテナ船の積載能力やコンテナターミナルの貨物取扱数などを示すために使われる、貨物の容量のおおよそを表す単位。コンテナ船・トレーラー・貨物列車など異なる輸送形態の間で共通して積み込むことができる、サイズが標準化された金属製の箱であるISOコンテナのうち、20フィートコンテナの1個分を「1TEU」とする。

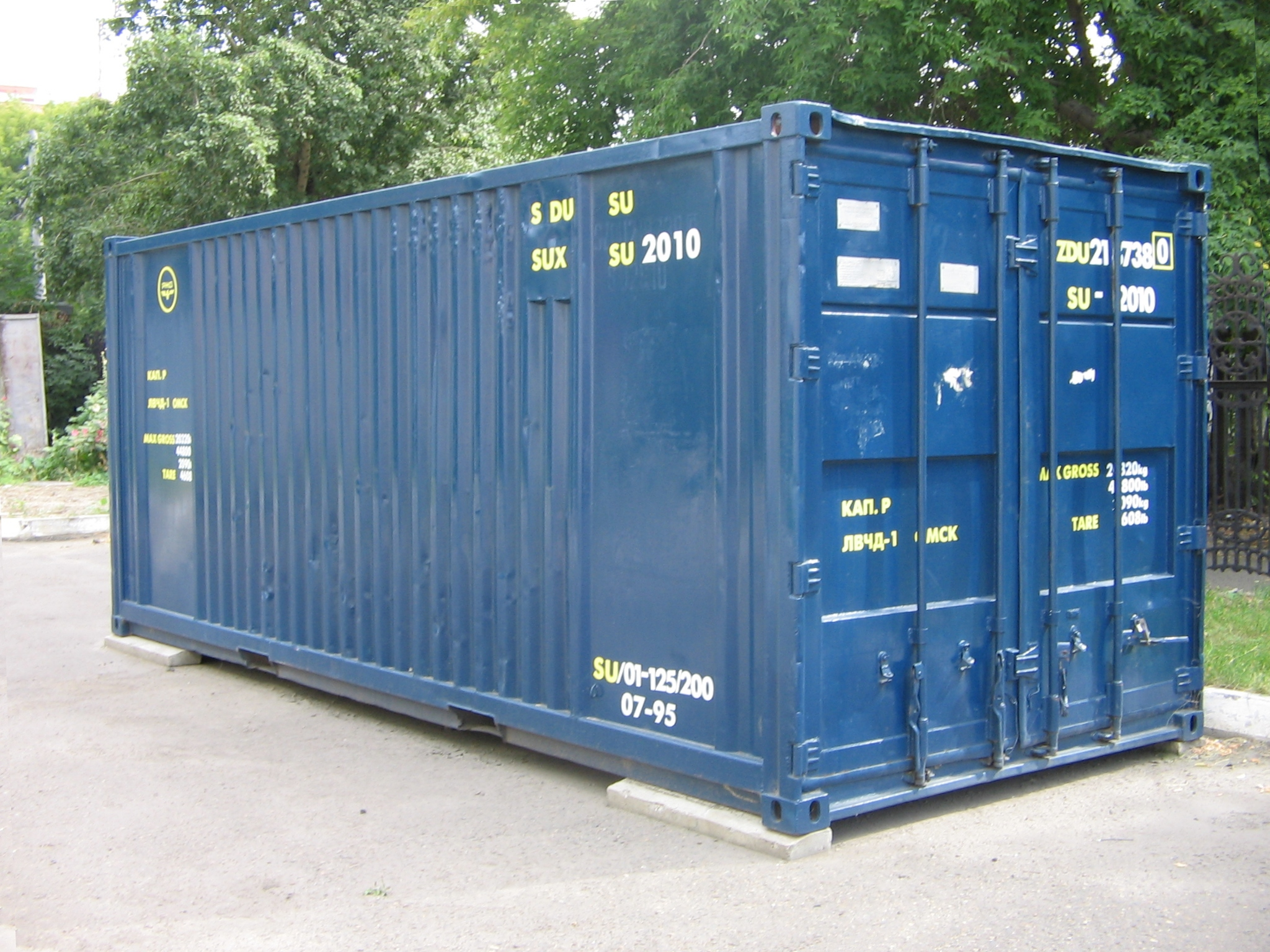
長さ20フィートのISOコンテナ（ISO 668コンテナ）。これが1TEUとみなされる

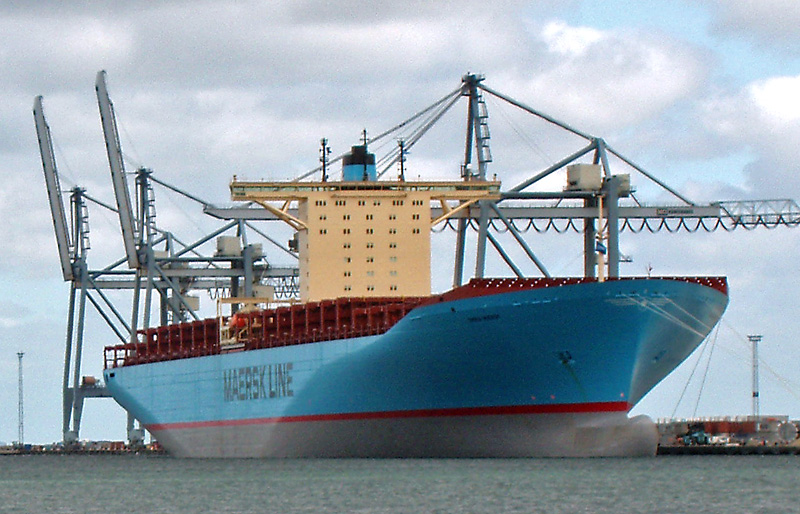
世界最大級のコンテナ船、エマ・マースク（Emma Mærsk）。コンテナ積載数は公称11,000TEUとされるが、実際には15,000TEUまで積載可能と見られている。

同じような単位に、FEU（英語: Forty-foot Equivalent Unit、40フィートコンテナ換算）があり、1FEU＝2TEUとなる。

## 概要

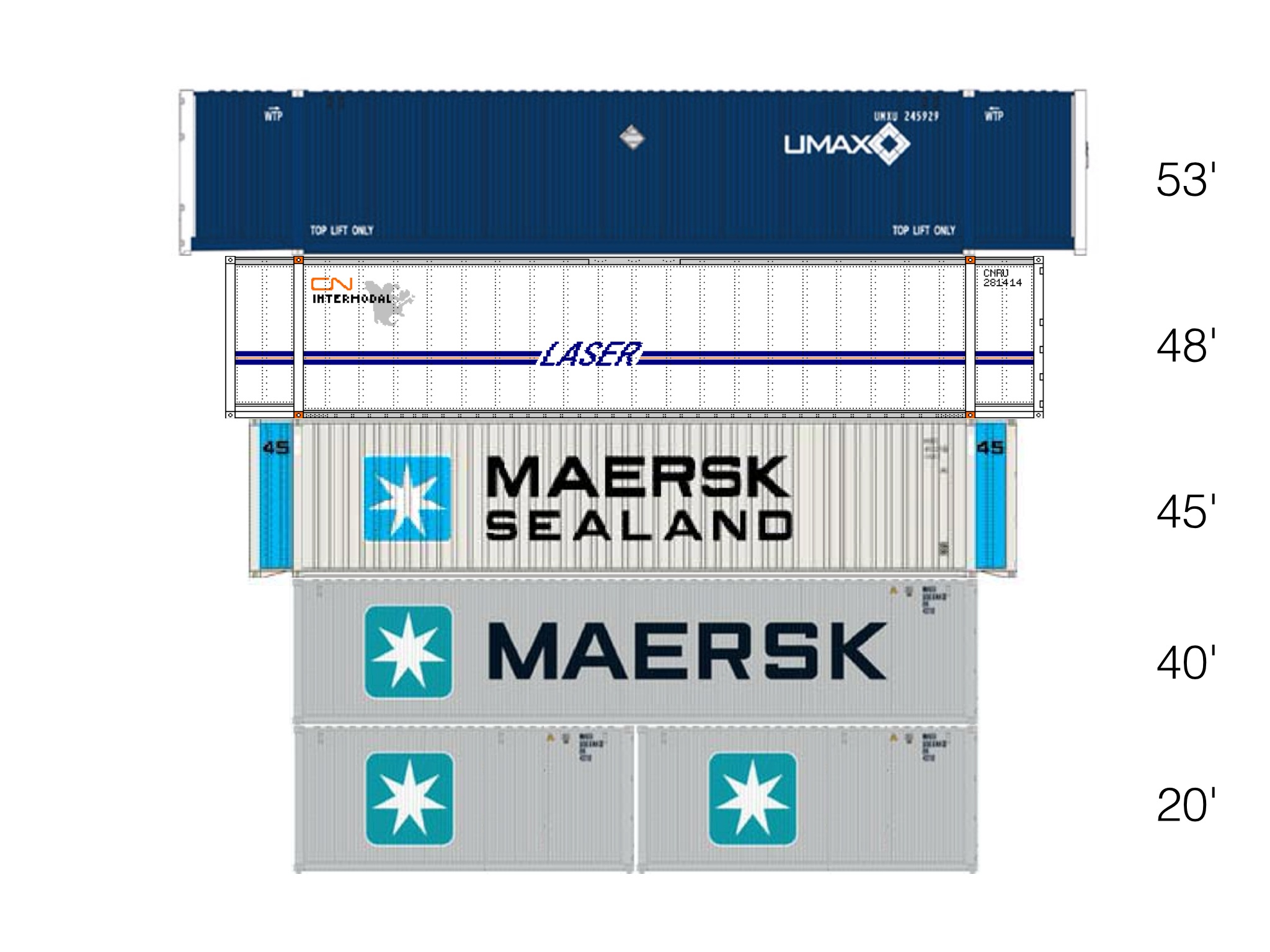
主なISOコンテナの全長比較図。

1TEUの基準となる20フィートISOコンテナ1つ分の容量は、長さ20フィート（6.096メートル）、幅8フィート（2.4384メートル）、高さ8.5フィート（8フィート6インチ、2.5908メートル）を標準とする。ただし高さについては20フィートコンテナの中にも様々な種類があり、8.5フィートのほかには、ハイキューブ（High cube）と呼ばれる高さ9.5フィート（9フィート6インチ、2.8956メートル）のものや、ハーフハイト（Half height）と呼ばれる高さ4.25フィート（4フィート3インチ、1.2954メートル）のものもあるが、こうした高さの異なる20フィートコンテナもすべて1TEUとみなしている。
また40フィートコンテナ（長さ12.192メートル）は2TEUとみなされるが、高さの違うハイキューブコンテナについても2TEUとみなされる。45フィートコンテナ（長さ13.716メートル）は容積で見れば2.25TEUと計算できるが、これも2TEUとみなす場合も多い。

## 様々なコンテナの容量とTEU
| 長さ          | 幅           | 高さ             | 容積                   | TEU           |
| ------------- | ------------ | ---------------- | ---------------------- | ------------- |
| 20 ft (6.1 m) | 8 ft (2.4 m) | 8.6 ft (2.6 m)   | 1,360 cu ft (39 m3)    | 1             |
| 40 ft (12 m)  | 8 ft (2.4 m) | 8.6 ft (2.6 m)   | 2,720 cu ft (77 m3)    | 2             |
| 45 ft (14 m)  | 8 ft (2.4 m) | 9.6 ft (2.9 m)   | 3,060 cu ft (87 m3)    | 2 または 2.25 |
| 48 ft (15 m)  | 8 ft (2.4 m) | 9.6 ft (2.9 m)   | 3,264 cu ft (92.4 m3)  | 2.4           |
| 53 ft (16 m)  | 8 ft (2.4 m) | 9.6 ft (2.9 m)   | 3,604 cu ft (102.1 m3) | 2.65          |
| ハイキューブ  |              |                  |                        |               |
| 20 ft (6.1 m) | 8 ft (2.4 m) | 9.6 ft (2.9 m)   | 1,520 cu ft (43 m3)    | 1             |
| ハーフハイト  |              |                  |                        |               |
| 20 ft (6.1 m) | 8 ft (2.4 m) | 4.25 ft (1.30 m) | 680 cu ft (19 m3)      | 1             |

TEUとは、標準的な大きさのコンテナ1個分相当というおおよその容積を示す単位であり、様々な大きさのコンテナごとの容積を正確に反映する単位ではない。標準的な長さ20フィート・幅8フィート・高さ8.6フィートというコンテナの容積は1,360立方フィート（39立方メートル）になるが、高さ9.6フィートや高さ4.25フィートのコンテナでも1TEUとみなすということは、1TEUには680立方フィート（19立方メートル）から1,520立方フィート（43立方メートル）までの幅があるということになる。
TEUは容積の単位であり、それ自体は質量の単位ではないが、20フィートコンテナの最大の質量から1TEUのおおよその質量を導き出すことができる。標準的な20フィートコンテナの最大総質量（コンテナ自体の質量も含む）は24,000キログラム（24トン）であり、コンテナの自重を除いた貨物自体の質量である最大積荷質量は21,600キログラムとなる。ただし重量物運搬用の特殊な20フィートコンテナの場合、最大総質量は30,500キログラム、コンテナの自重を除いた最大積荷質量は28,080キログラムとなるものもある。
同様に、40フィートコンテナ（高さ9.5フィートのハイキューブコンテナも含む）の最大総質量は30,480キログラムとなり、コンテナの自重を除いた最大積荷質量は26,500キログラムとなる。質量の面から見ると、1FEUは2TEUに等しくならない。